# Tillie Fowler
Pour les articles homonymes, voir Fowler.
Tillie Fowler, née le 23 décembre 1942 à Milledgeville (Géorgie) et morte le 2 mars 2005 à Jacksonville (Floride), est une femme politique américaine, membre du Parti républicain. Elle est représentante des États-Unis pour la Floride entre 1993 et 2001.

## Biographie

### Famille, études et carrière professionnelle
Son père, Culver Kidd Jr., siège à l'Assemblée générale de Géorgie pendant 46 ans, dont 16 ans à la Chambre des représentants de l'État et 30 ans au Sénat de l'État. Son frère, Rusty Kidd, siège à la Chambre des représentants de Géorgie de 2009 à 2017. Tillie Fowler est diplômée de la Salem Academy de Winston-Salem, en Caroline du Nord, en 1960, avant d'obtenir un diplôme de premier cycle de l'université Emory, où elle est membre de Kappa Alpha Theta, en 1964. Elle décroche un doctorat en droit de la faculté de droit de l'université Emory trois ans plus tard. Son père l'encourage dans sa scolarité. Elle est admise au barreau peu de temps après avoir obtenu son diplôme. Aucun cabinet d'avocats de la région d'Atlanta n'aurait voulu embaucher une femme à l'époque, mais le représentant de Géorgie Robert Grier Stephens Jr. (en) la recrute comme assistante parlementaire pendant trois ans. Elle travaille ensuite comme avocate générale au Bureau des affaires des consommateurs de la Maison-Blanche, jusqu'en 1971.
En 1968, elle épouse L. Buck Fowler et déménage à Jacksonville (Floride), où elle change d'affiliation politique, passant du Parti démocrate au Parti républicain, au grand dam de son père. Le couple a deux filles. Elle participe activement aux activités bénévoles et à la Junior League (en) de la région, en tant que présidente de la section de Jacksonville de 1982 à 1983. Elle est élue au conseil municipal de Jacksonville en 1985. En 1989, elle devient présidente du conseil municipal.

### Carrière politique
En 1992, Tillie Fowler remporte la nomination républicaine afin de se présenter dans le 4e district de Floride pour la Chambre des représentants des États-Unis. Renommé 4e district après un redécoupage électoral, il portait auparavant le nom de 3e district. Il était détenu par le démocrate Charles E. Bennett (en), déjà réélu une vingtaine de fois. Durant la campagne, la femme de ce dernier tombe malade et il annonce subitement sa retraite ; Mattox Hair est désigné par le Parti démocrate pour le remplacer mais Tillie Fowler l'emporte. Elle est réélue ensuite trois fois.
Républicaine modérée, elle est plutôt considérée comme pro-choix sur l'avortement et refuse d'être financée par la National Rifle Association of America. Elle s'intéresse principalement aux questions de défense, sa circonscription comptant plusieurs bases militaires. Elle est la seule femme républicaine membre de la Commission des forces armées de la Chambre des représentants des États-Unis. Elle fustige les coupes budgétaires de l'administration Clinton dans le secteur de la défense et les dépenses en hausse pour les missions de maintien de la paix. Elle essaie en vain d'empêcher la fermeture du champ de tir naval de Vieques.
Contrairement à la plupart des républicains élus au Congrès dans les années 1990, Tillie Fowler entretient de bonnes relations avec les démocrates. Elle est l'une des rares républicaines actives au sein du Congressional Women's Caucus et refuse de faire campagne contre les députées sortantes avec lesquelles elle a des relations amicales. Elle est également une féministe ardente, protestant avec véhémence contre un article de Roll Call dans lequel une photo de femmes du Parti républicain lors d'une conférence de presse ne montrait que leurs jambes et leurs escarpins noirs. Elle embauche Stephanie Kopelousos comme stagiaire en 1993, qui devient en 1998 sa principale assistante parlementaire.
Tillie Fowler devient vice-présidente de la Conférence républicaine de la Chambre des représentants, le cinquième poste le plus important parmi les républicains de l'institution. Après avoir envisagé de briguer un cinquième mandat en 2000, elle renonce finalement.

### Après la Chambre des représentants
Après son départ du Congrès, Tillie Fowler rejoint le cabinet d'avocats Washington Holland & Knight en tant qu'associée. Elle est également conseillère du secrétaire à la Défense Donald Rumsfeld sur les questions opérationnelles. Elle fait souvent pression sur ses anciens collègues en faveur de Jacksonville lors des débats sur le réaménagement et la fermeture de bases militaires. En outre, elle préside le groupe d'experts du département de la Défense chargé d'enquêter sur le scandale des agressions sexuelles de l'Académie de l'armée de l'air américaine en 2003.
En 2001, elle est nommée par le Congrès à la Commission sur l'avenir de l'industrie aérospatiale américaine.
Elle meurt en 2005 d'une hémorragie cérébrale, dans un hôpital de Jacksonville.